# نیکولا-ژوزف-لوران ژیلبر
نیکولا-ژوزف-لوران ژیلبر (به فرانسوی: Nicolas-Joseph-Laurent Gilbert) شاعر قرن هجدهم میلادی اهل فرانسه است.